# Lago Bayano
El lago Bayano es un reservorio ubicado en la parte oriental de la provincia de Panamá, creado cuando el río Bayano fue represado en 1976. En términos de superficie, el lago Bayano es el segundo cuerpo de agua más grande de Panamá, solo superado por el lago Gatún.
El lago y el río se nombraron por el rebelde Bayano, el líder de la revuelta de esclavos más grande de Panamá del siglo XVI.
Las cuevas de Bayano se encuentran en el lado sur del lago.